# Casa Gran del Poble
La Casa Gran del Poble és un edifici de La Paz i seu del poder executiu on resideix el president de l'estat, Va reemplaçar el Palacio Quemado el 2018. És un edifici governamental d'arquitectura brutalista ubicat en ple centre històric de La Paz i construït durant el tercer govern d'Evo Morales. Va ser inaugurat el 9 d'agost de 2018, està ubicat a la part posterior de la plaça Murillo, sobre el carrer Potosí, i té una altura de 131 m i 29 pisos. El seu ús es va suspendre temporalment durant el govern colpista de Jeanine Áñez i es va reprendre durant la gestió de Luis Arce, deixant el Palacio Quemado novament com a museu o per a recepcions oficials..
La Casa Gran del Poble destaca per comptar amb simbologia andina i amazònica i elements que homenatgen els líders indígenes Túpac Katari i Juana Azurduy, entre d'altres, un fet amb què l'antic Palacio Quemado no comptava per considerar-se de pur estil europeu. Evo Morales va destacar la nova seu com una «fita de recuperació de la identitat dels moviments indígenes i socials», en recollir elements de l'arquitectura de tipus tihuanacota-ancestral.
El 26 de juny de 2024, una facció de les forces militars bolivianes liderades pel general Juan José Zúñiga van intentar assaltar la Casa Gran del Poble com a part d'un intent de cop d'estat després que Zúñiga fos rellevat del seu càrrec pel president Luis Arce a causa de les amenaces contra l'expresident Evo Morales. L'intent de cop va concloure amb Zúñiga enfrontat pel president Arce dins de la Casa Gran del Poble, després del qual cosa va ser destituït oficialment, juntament amb altres oficials militars implicats, i arrestat.